# Скотт Голмс
Скотт Голмс (англ. Scott Holmes; нар. 30 травня 1952, Вест-Гроув, Пенсільванія, США) — американський актор театру, телебачення та кіно, найбільш відомий за роль окружного прокурора Тома Г'юза в мильній опері CBS «Як обертається світ».

## Життєпис
Скотт Голмс народився 30 травня 1952 року в містечку Вест-Ґров, штат Пенсильванія. Згодом сім'я переїхала до міста Оксфорд, штат Пенсильванія. 1974 року закінчив коледжу Катавба у місті Солсбері Північна Кароліна. Театральну кар'єру розпочав незабаром після закінчення коледжу, виступаючи в мюзиклі «Ґодспелл», Піттсбурзького музичного театру. Згодом Скотт Голмс переїхав до Нью-Йорка, щоб продовжити кар'єру на Бродвеї. Скотт Голмс зіграв у кількох бродвейських мюзиклах, таких як «Евіта», «Бріолін», «Джером Керн вирушає до Голлівуду», «Ковзанка», «Найкращий маленький бордель в Техасі». 2003 року зіграв Хуана Перона у виставі філадельфійського театру «Волнат-стріт».
1984 року Скотт Голмс дебютував на телебаченні у телесеріалі «Надії Райана».

## Особисте життя
У листопаді 1975 року Скотт Голмс одружився з Памелою Гарріс, з якою познайомився ще під час навчання у коледжі. У подружжя є син Тейлор Ніколас, який народився 18 вересня 1987 року. 2010 подружжя розлучилося.

## Фільмографія
| Рік       |     | Українська назва         | Оригінальна назва  | Роль          |
| --------- | --- | ------------------------ | ------------------ | ------------- |
| 2007      | ф   | Сімдесят сьомий          | 77                 | [ 2 ]         |
| 2006      | док | Швидка допомога Евересту | Everest E.R.       | оповідач      |
| 1986      | тф  | Адамове яблуко           | Adam's Apple       | Скот Бенстер  |
| 1987—2010 | с   | Як обертається світ      | As the World Turns | Том Г'юз      |
| 1984—1985 | с   | Надія Райана             | Ryan's Hope        | Дейв Ґрінберґ |

## Премії та нагороди
- Премія «Дайджест мильних опер[en]» — найкращий актор (1993, 1997)[5][6]
- Премія «Дайджест мильних опер» — найкращий актор другого плану (1997, 1998)